# Jerzy Peńsko
Jerzy Peńsko (ur. 21 kwietnia 1924 w Żyrardowie, zm. 28 lipca 2021 w Warszawie) – polski fizyk, specjalista w dyscyplinie fizyka medyczna (ochrona radiologiczna), jeden z inicjatorów utworzenia i twórców Centralnego Laboratorium Ochrony Radiologicznej, profesor nauk biologicznych, członek założyciel Polskiego Towarzystwa Fizyki Medycznej.

## Życiorys

Główne źródła skażeń radiacyjnych: testy atomowe w latach 1945–2018

Jerzy Peńsko ukończył studia w roku 1950 na Politechnice Warszawskiej (Wydział Elektryczny). Magisterium uzyskał w Katedrze Radiologii, kierowanej przez prof. Cezarego Pawłowskiego. Po studiach był przez rok pracownikiem Fabryki Aparatów Rentgenowskich (zgodnie z nakazem pracy). W końcu roku 1951 wrócił, jako stypendysta Ministerstwa Szkół Wyższych i Nauki, do Katedry Radiologii na aspiranturę. W zespole uczniów i współpracowników kierownika Katedry pojawiła się w pierwszej połowie roku 1956 inicjatywa powołania instytucji państwowej, która zajęłaby się organizacją ochrony radiologicznej w Polsce; Jerzego Peńsko zaangażowano do realizacji tego planu. W końcu roku 1956 został skierowany na trzymiesięczny staż naukowy w Instytucie Metrologii w Leningradzie, gdzie – wspólnie z innymi stażystami (m.in. z Janem Żyliczem) – zapoznawał się z konstrukcją i metodami wzorcowania przyrządów dozymetrycznych oraz wykonywał pomiary różnych pól promieniowania, wolny czas przeznaczając na zwiedzanie Ermitażu.
Po powrocie do Polski przystąpił – wraz z Ryszardem Szepke, Tadeuszem Musiałowiczem i Adamem Kuchcińskim z Politechniki Warszawskiej oraz z Jerzym Sokołowskim (fizykiem atmosfery) – do tworzenia nowej placówki badawczej – Centralnego Laboratorium Ochrony Radiologicznej (CLOR). Zostało formalnie powołane 13 lipca 1957 roku; Jerzy Peńsko został jego pierwszym dyrektorem Centralnego Laboratorium Ochrony Radiologicznej (CLOR).
Już w pierwszym roku działalności CLOR utworzono ewidencję użytkowników źródeł promieniotwórczych w Polsce oraz centralny system ewidencji i kontroli dawek indywidualnych, dział wzorcowania i doskonalenia aparatury dozymetrycznej, dział dokumentacji i szkolenia. We współpracy z Inspekcją pracy i Inspekcją Sanitarno-Epidemiologiczną zorganizowano regularne kontrole użytkowników źródeł promieniotwórczych. Rozpoczęto przygotowywanie systemu umożliwiającego kontrolowanie stopnia zanieczyszczenia atmosfery pyłami radioaktywnymi, powstającymi wskutek próbnych wybuchów bomb jądrowych (opracowane techniki monitoringu wykorzystano w czasie badań zagrożenia, które wystąpiło po awarii elektrowni jądrowej w Czarnobylu.
W listopadzie 1958 roku, gdy powołano Radę Naukowo–Techniczną CLOR, Jerzy Peńsko został jej przewodniczącym; pełnił tę funkcję w latach 1958–1960. Od roku 1961 kierował – utworzoną wówczas – Samodzielną Pracownią Pomiarów Tła Naturalnego. W pracowni prowadzono pomiary tła promieniowania gamma, stężeń radonu w powietrzu atmosferycznym, powietrzu glebowym i w budynkach mieszkalnych (zob. wpływ radonu na zdrowie).
Stopień naukowy doktora habilitowanego w zakresie fizyki uzyskał 1 stycznia 1974 roku w Instytucie Badań Jądrowych (obecnie Instytut Problemów Jądrowych im. Andrzeja Sołtana, Świerk) na podstawie pracy Pole ziemskiego tła promieniowania gamma w przyziemnej warstwie atmosfery i metody jego badań. W roku 1993 otrzymał tytuł profesora w dziedzinie nauk biologicznych. Prowadząc dalsze badania nawiązał owocne i trwałe kontakty międzynarodowe, m.in. w roku 1970 brał udział II Kongresie International Radiation Protection Association (IRPA), utworzonego w roku 1965 w Brighton w Anglii (w czasie Kongresu utworzono w IRPA Sekcję Ochrony przed Promieniowaniem).
Zmierzając do zapewnienia warunków rozwoju fizyki medycznej w Polsce uczestniczył w tworzeniu Polskiego Towarzystwa Fizyki Medycznej. Zebranie Członków Założycieli PTFE odbyło się 5 lutego 1965 roku, pierwsze władze powołano 30 września 1965 roku. W tym samym roku, na I Zjeździe Międzynarodowej Organizacji Fizyki Medycznej (IOMP) w Harrogate, PTFM przyjęto do tej organizacji.
W latach 1968–1969 Jerzy Peńsko pełnił funkcję Sekretarza Generalnego PTFM, a w latach 1971–1981 i 1987–1989 był przewodniczącym Rady Redakcyjnej czasopisma Polish Journal of Medical Physics and Engineering.
Pochowany na Cmentarzu Powązkowskim w Warszawie.

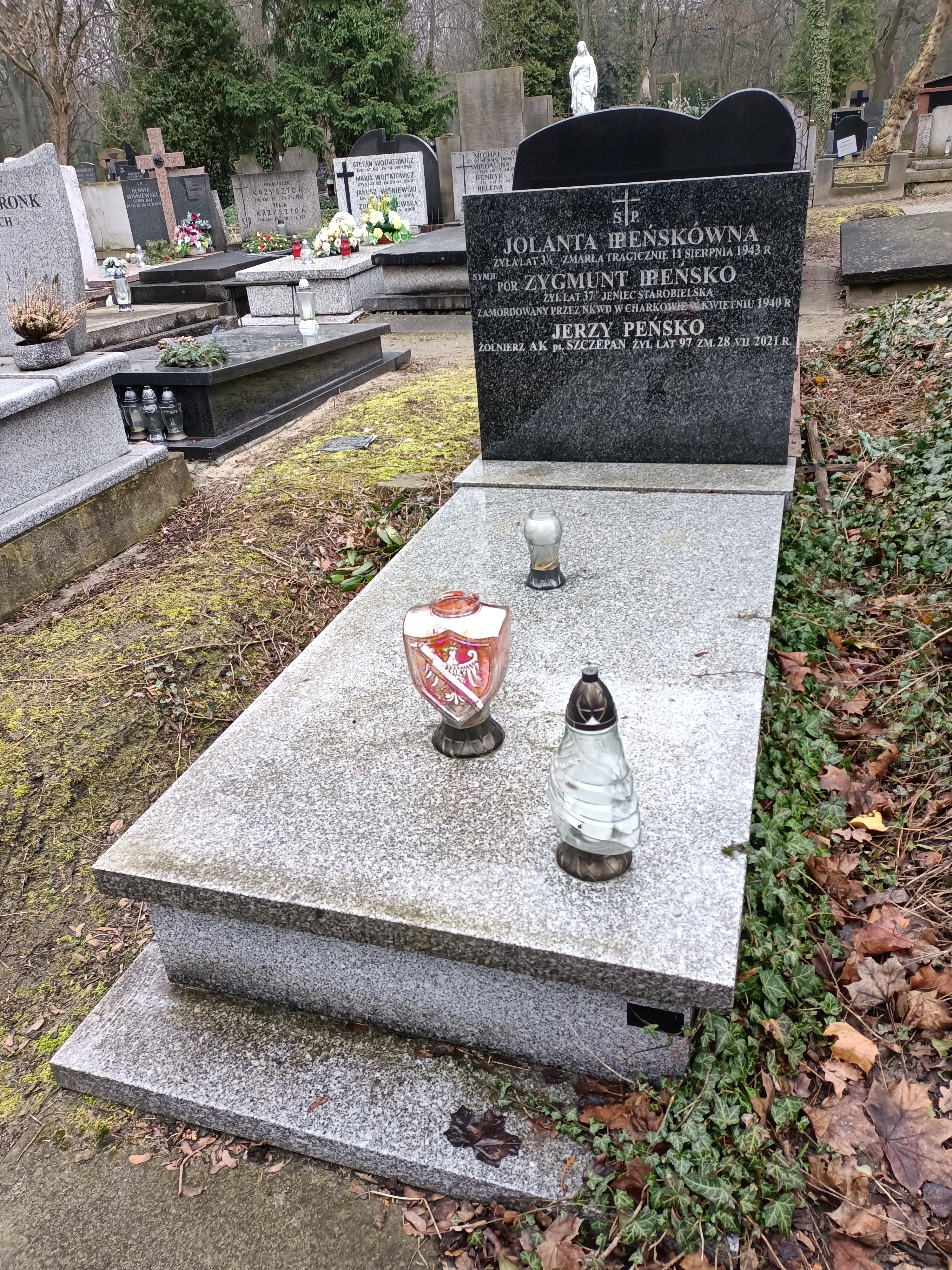
Grób Jerzego Peńsko na cmentarzu Powązkowskim

## Publikacje
Wybór według www.google.pl (autorstwo i współautorstwo)

1954
- Lampowy dawkomierz promieni X. Elektryka, Nr 5, 107-114. Zeszyty Naukowe Politechniki Warszawskiej, PWN Warszawa.

1958
- Problemy ochrony radiologicznej za granicą i w Polsce. Nukleonika, 3, 417-427, PWN Warszawa.

1960
- Semiconductor detection system for Rn-222 determination in atmospheric air. In: "Colloque d'Electronique Nucleaire et Radioprotection", tom 4. Societe Francaise de Radioprotection, Toulouse, France (wsp. Małgorzata Wochna).
- Działalność inspekcyjna Centralnego Laboratorium Ochrony Radiologicznej w pracowniach izotopowych w latach 1958 i 1959, Raport CLOR-4, Warszawa (wsp. Stefan Dyź, Tadeusz Musiałowicz),
- Personnel Film Monitoring Service in Poland During the Year 1959, Raport CLOR-3, Warszawa (wsp. Tadeusz Musiałowicz, J. Wysopolski),

1961
- Practical method of radioactive air contamination determination in the self-luminous items establishments. Nucleonika, 6, 787-800. PWN Warszawa (wsp. Ryszard Szepke, Tadeusz Wardaszko).

- Ochrona radiologiczna w medycynie, Ośrodek Informacji o Energii Jądrowej OIoEJ, Warszawa.

1963
- Radioaktywność gamma niektórych materiałów powszechnie stosowanych w budownictwie mieszkaniowym i laboratoryjnym. Informacja o Materiałach Budowlanych, 3, 205-213, OITiE przy Komitecie Budownictwa, Urbanistyki i Architektury PAN, Warszawa (wsp. Maria Bysiek).

- The Gamma Radioactivity of Building Materials for the Constructions of Low Background Laboratories, Report CLOR-20, Centralne Laboratorium Ochrony Radiologicznej (wsp. Maria Bysiek, Stefan Duczyński).

1964
- Niektóre problemy związane z ochroną przed promieniowaniem w lekarskich pracowniach diagnostycznych i terapeutycznych. Ochrona Pracy, 19, Nr 4(198), 7-12. Naczelna Organizacja Techniczna, Warszawa.

- Stan ochrony przed promieniowaniem w latach 1958–1962, Postępy Techniki Jądrowej, Dodatek 10(151), Ośrodek Informacji o Energii Jądrowej, Warszawa.

1966
- Z prac Centralnego Laboratorium Ochrony Radiologicznej. Wyd.: "Energia Jądrowa w Polsce w latach 1961-1963", 37-41, PWN Warszawa.
- Stan ochrony przed promieniowaniem w pracowniach izotopowych. Wyd.: "Energia Jądrowa w Polsce w latach 1961-1963", 325-334. PWN Warszawa.
- Gamma-ray background dose rates in Poland: surveys made with scintillatin spectrometer. Eotvos Roland Physical Society, 2, 47-52, Budapest, Hungary.
- Studies of gamma-background radiation at a particular place in Warsaw during yhe years 1962-1965. Eotvos Roland Physical Society, 2, 53-57, Budapest, Hungary.

1967
- Dosimetry of environmental gamma-radiation in Poland by means of gamma-ray spectra in the field. Nukleonika, 12,965-975, PWN Warszawa.
- Sodium iodide scintillation counter for accurate measurements of gamma-ray background. In:"Solid State and Chemical Radiation Dosimetry in Medicine and Biology", IAEA Proceedings Series, STI/PUB/138, 421-434, Vienna, Austria.
- Absolute Method of the Gamma-ray Background Determination by Means of NaJ/(Tl) Scintillation Counter, Nukleonika, 12, 319-331, PWN Warszawa.
- Variation of the gamma-ray background dose-rate and atmospheric radon concentration in Warsaw. Atompraxis, 13, 310-312, G. Braun Pyblisher, Karlsruhe, Federal Republic of Germany.
- Unusually radioactive fossil bones from Mongolia. Nature, 161-163 (wsp. Zbigniew Jaworowski).

1969
- Problematyka lokalnych wypadków radiacyjnych. Postępy Techniki Jądrowej, 14, 1327-1334. OIoEJ Warszawa.
- Pomiary promieniowania jonizującego w niektórych budynkach mieszkalnych w Polsce. Nukleonika, 14, 415-424. PWN Warszawa (wsp. Kalina Mamont, Tadeusz Wardaszko).
- Problematyka lokalnych wypadków radiacyjnych. Postępy Techniki Jądrowej, 14, 1327-1334. OIoEJ Warszawa.

1970
- Metody kontroli ziemskiego tła promieniowania gamma stosowane w Centralnym Laboratorium Ochrony Radiologicznej. Acta Geophysica Polonica, 18, nr 2, 243-252. PWN Warszawa (wsp. Jan Jagielak).

1971
- Pomiary tła promieniowania gamma na terenie Polski lotniczym radiometrem scyntylacyjnym, Raport CLOR-87, Centralne Laboratorium Ochrony Radiologicznej, Warszawa (wsp. Małgorzata Biernacka, Bogdan Gwiazdowski, Elżbieta Niedziółka, Kalina Mamont-Cieśla).
- Badania tła promieniowania gamma w Kotlinie Kowarskiej. Nukleonika, 16, 293-300 (wsp. Jan Jagielak, Małgorzata Biernacka, Alfred Żak).
- Combined environmental radioactivity measurements for rapid estimation of the gamma radiation field. In: "Rapid Methods for Measuring Radioactivity in the Environment", IAEA Proceedings Series, STI/PUB/289, 443-458. Vienna, Austria (wsp. Bogdan Gwiazdowski, Jan Jagielak, Małgorzata Biernacka, Kalina Mamont).

1972
- Automatyczne metody ciągłej kontroli mocy dawki ekspozycyjnej ziemskiego tła promieniowania gamma, Raport CLOR-92/D, Centralne Laboratorium Ochrony Radiologicznej, Warszawa (wsp. Jan Jagielak, Bogdan Gwiazdowski, Alfred Żak).

1974
- The natural background radiation around nuclear installation: the preoperational analysis of dose to the neighbouring population. In: "Environmental Surveillance Around Nuclear Installations", IAEA Proceedings Series, STI/PUB/393, Vol. 1, 121-130. Vienna, Austria.
- Environmental gamma radiation measurements in nuclear power station sitings studies in Poland. In: Environmental Surveillance Around Nuclear Installations", IAEA Proceedings Series, STI/PUB/353, Vol. 1, 89-105, Vienna, Austria (wsp. Bogdan Gwiazdowski, Jan Jagielak, Małgorzata Biernacka, Kalina Mamont-Cieśla).

1975
- Ocena ryzyka narażania ludności na promieniowanie jonizujące wewnątrz budynków mieszkalnych, Monografia Nr IA18/75 CINTE, Ośrodek Informacji Centralnej, Warszawa.
- Problemy ochrony ludności i środowiska w otoczeniu elektrowni jądrowych, Monografia Nr WIT3/75 CINTiE, Ośrodek Informacji Centralnej, Warszawa.

1976
- Ocena ryzyka związanego z narażeniem populacji w Polsce na naturalne promieniowanie jonizujące wewnątrz budynków mieszkalnych, Postępy Fizyki Medycznej, 2, 73-86, PZWL Warszawa.
- Pomiary elektryczności atmosferycznej i elementów meteorologicznych na terenie Obserwatorium Geofizycznego w Świdrze. Przegląd Geofizyczny, Rocznik XXI (XXIX), Zeszyt 4, 281-286. PWN Warszawa (wsp. Stanisław Michnowski, Stanislaw Warzecha, Bogdan Gwiazdowski).
- Naturalna radioaktywność popiołów lotnych i żużli. Energetyka, 30, 406-410.NOT Warszawa (wsp. Zofia Stpiczyńska).

1977
- Pole ziemskiego tła promieniowania gamma i metody jego badań. Monografia, stron 144, PWN Warszawa.
- The method and preliminary results of measurements of tne natural radioactivity in power station fly-ash and slags. Nukleonika, 22, 459-472. PWN Warszawa (wsp. Zofia Stpiczyńska).

1978
- Poziomy promieniowania jonizującego w ekologicznych warunkach budynków mieszkalnych i propozycje ich unormowania w Polsce. Postępy Fizyki Medycznej, 13, 37-52. PZWL Warszawa.
- Emanating power of Rn-222 measured in building materials. In: "Natural Radiation Environment III", Vol. 2, 1407-1414. CONF-780422 Tech. Inf. Cen./US Department of Energy USA (wsp. Zofia Stpiczyńska).
- Lokalizacja elektrowni jądrowych oraz ochrona ludności i naturalnego środowiska. Człowiek i Środowisko, 2, 87-106, ISSN 0137-3617. Instytut Badawczy Rozwoju Środowiska, Warszawa.

1979
- Air-borne J-131 concentration in the atmosphere on site of the Nuclear Research Center at Świerk in the period 1975-1977. Nukleonika, 29, 667-675. PWN Warszawa (wsp. Andrzej Kostyrko).

1980
- Assessment of biological effects resulting from large scale applications of coal power plant wastes in building technology in Poland. In: "Radiation Protection - A Systematic Approach to Safety", Proceedings of the 5th Congress of IRPA, Vol. 2, 821-824, Jerusalem. Pergamon Press (wsp. Jan Geisler).

1982
- Radon in Wohnraeumen. In: "Luftqualitaet in Innenraeumen" - Schriftenreihe des Verein fuer Wasser-, Boden- und Lufthygiene 53, 155-165. Gustav Fisher Verlag, Stuttgart-New York (wsp. Herbert Schmier, Andreas Wicke).
- Some considerations on the permissible concentrations of natural radionuclides in building materials based on the ICRP Publication 26. In: "Comparison of risk resulting from major human activities", Congress Annual 1982 Society Francaise de Radioprotection, 18-22 Octobre 1982, Avignon, France (wsp.Herbert Schmier, Andreas Wicke).

1983
- Activated carbon bed used for integrating measurements of 222Rn concentration in air, ISH-Heft 33, ISSN 0721-4634. Inst. für Strahlenhygiene d. Bundesgesundheitsamtes, Neuherberg-Berlin.

1984
- Radon Koncentration und Exposition durch Radon-Folgeprodukte in Nichturangruben in der Europaeischen Gemenischaft und einfluss Groessen, ISH-Heft 43, ISSN 0175-4254. Institut fuer Strahlenhygiene des BGA, Neuherberg-Berlin (wsp.Reiner Kompa, Herbert Schmier).
- Pierwiastki transuranowe w środowisku człowieka, Państwowe Wydawnictwo Naukowe (wsp. Leszek Łabędzki),

1986
- Einsatz von passiven und aktiven Messverfahren zur Quantifizierung von Radonquellen und Radonverhalten in schweizerischen Wohnhäusern: erste Messergebnisse, EIR-Bericht Nr 611, wyd. Eidgenössisches Institut für Reaktorforschung, Wuerenlingen, Schweiz (wsp. Werner Burkart).

1988
- Measurements techniques for estimation of Rn-222 concentration and Rn-222 exhalation rate indoors and outdoors using an activated carbon bed. Postępy Fizyki Medycznej, 23,271-284, PL ISSN 0137-8465, PZWL Warszawa (wsp. Andreas Wicke).
- Application of passive and active methods parallel to the measurements of local cimatic parameters for the assessment of Rn-222 behaviour in Swiss dwellings. Postępy Fizyki Medycznej, 23, 271-284, PL ISSN 0137-8465, PZWL Warszawa.

1995
- Analiza porównawcza dwóch metod dyfuzyjnych pomiaru radonu Rn-222 w powietrzu z wykorzystaniem spektrometru promieniowania gamma i metody ciekłej scyntylacji, Roczniki Państwowego Zakładu Higieny PZH XLVI Nr 1, 71-80, Warszawa (wsp. Bogdan Gorzkowski, Krzysztof Pachocki, Tadeusz Majle, Zdzisław Rożycki).

1996
- Pomiary stężenia radonu Rn-222 w wodzie z ujęć głębinowych na terenie Warszawy, Roczniki Państwowego Zakładu Higieny PZH 47, Nr 3, 285-293, Warszawa (wsp. Bogdan Gorzkowski, Tadeusz Majle, Zdzisław Różycki, Irena Poręba.

1997
- Rad w środowisku wodnym. Postępy Techniki Jądrowej, Vol. 40, Z. 1, ISSN 0551-6846, 14-29, Państwowa Agencja Atomistyki, Warszawa.

1998
- Terapia radonowa - inhalatorium radonowe w Kowarach. Roczniki Państwowego Zakładu Higieny PZH 49, Nr 2, 189-198, Warszawa (wsp. Krzysztof Pachocki, Zdzisław Różycki, Tadeusz Majle, Bogdan Gorzkowski, Elżbieta Wilejczyk)

2009
- Brief outline of the long history of collaboration between the Central Laboratory for Radiological Protection and the Atmospheric Electricity Laboratory of the Institute of Geophysics. Monographic Volume D-73 (412), 15-21, Publs. Inst. Geophys., Polish Academy of Sciences.